# دانیل گرانین
دانیل الکساندروویچ گرانین (روسی: Даниил Александрович Гранин؛ ۱ ژانویه ۱۹۱۹ - ۴ ژوئیه ۲۰۱۷)، که نام خانوادگی اصلی‌اش آلمانی (روسی: Ге́рман) است، نویسنده روس بود.

## زندگی و حرفه

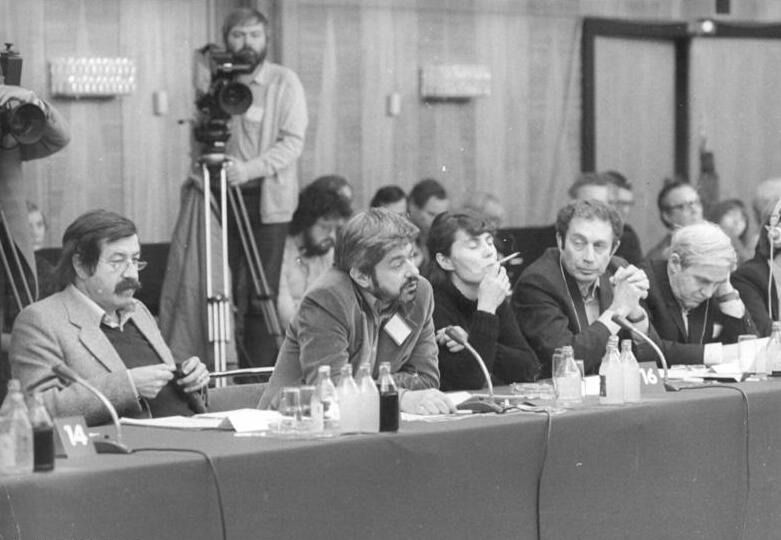
دانیل گرانین در دسامبر 1981 در برلین شرقی

گرانین در دهه ۱۹۳۰ شروع به نوشتن کرد، در حالی که هنوز دانشجوی مهندسی در انستیتوی پلی تکنیک لنینگراد بود. گرانین پس از فارغ‌التحصیلی به عنوان مهندس ارشد در یک آزمایشگاه انرژی شروع به کار کرد و اندکی پس از شروع جنگ، داوطلبانه به عنوان سرباز جنگید.
یکی از اولین کارهای گرانین که به‌طور گسترده مورد ستایش قرار گرفت، داستان کوتاهی در مورد دانشجویان تحصیلات تکمیلی با عنوان "Variant vtoroi" (نسخه دوم) بود که در ژورنال Zvezda در سال ۱۹۴۹ منتشر شد. گرانین قبل از رسیدن موفقیت در ادبیات، به خاطر اثرش تحت عنوان ایسکاتلی (جویندگان، ۱۹۵۵)، رمانی که الهام گرفته از حرفه اش در مهندسی بود، به تحصیل در رشته مهندسی ادامه می‌داد و به عنوان نویسنده فنی کار می‌کرد. این کتاب در مورد سیستم بیش از حد بوروکراتیک شوروی بود که تمایل به خفه کردن ایده‌های جدید داشت. گرانین به عنوان عضو هیئت مدیره اتحادیه نویسندگان لنینگراد خدمت می‌کرد، و برنده بسیاری از مدال‌ها و افتخارات از جمله جایزه دولتی ادبیات در سال ۱۹۷۸ و قهرمان کار سوسیالیستی ۱۹۸۹ بود. وی نوشتن را در دوران پس از شوروی ادامه داد.